# Jan Lipavský
Jan Lipavský (Praga, 2 luglio 1985) è un politico ceco.
Iscritto al Partito Pirata Ceco, è dal dicembre 2021 ministro degli affari esteri nel Governo di Petr Fiala.

## Carriera
Laureato in politiche internazionali all'Università Carolina di Praga, ha tramite il Progetto Erasmus studiato per due semestri anche all'Università del Kent del Regno Unito. Ha lavorato come analista alla McKinsey & Company e a Euro RSCG.
Dal 2017 al 2021 è stato membro della Camera dei deputati. Alle elezioni parlamentari del 2021, dopo non essere stato rieletto deputato, è stato proposto come ministro degli esteri nel governo di coalizione presieduto da Petr Fiala. La sua nomina è stata inizialmente avversata dal Presidente Miloš Zeman, che gli contestava le sue qualifiche insufficienti e le sue posizioni su Israele e sul Gruppo di Visegrád. Tale opposizione rischiò di scatenare una crisi costituzionale, con Fiala che minacciò di interpellare la Corte Costituzionale per chiarire definitivamente le competenze di Primo Ministro e Presidente sulla nomina dei ministri. Per non ritardare ulteriormente la formazione del Governo, Zeman accettò infine la nomina e il Governo prestò giuramento il 12 gennaio 2022.